# Temps de chien (roman)
Pour les articles homonymes, voir Temps de chien (homonymie).
Temps de chien, est un roman de l’écrivain camerounais Patrice Nganang, paru en 2001 aux éditions Serpent à Plumes,,,. L’ouvrage reçoit le Prix Marguerite Yourcenar en 2001 ,, et le Grand Prix littéraire d'Afrique noire en 2002.

## Résumé
À Yaoundé, depuis le bar de son maître,  le chien cano-humaniste Mboudjak porte un regard loufoque sur le monde. Entre les casiers de bière, il voit tout, sait tout, sent tout de la truffe et du cœur. Et dans ce quartier au quotidien démentiel, il découvre que si le chien est le meilleur ami de l'homme, la réciproque n'est pas toujours vraie, et que l'homme est un loup pour l'homme…,,